# Amazonemotmot
De Amazonemotmot (Momotus momota) is een vogel uit de familie van de motmots (Momotidae).

## Kenmerken
Het verenkleed, dat bij beide geslachten gelijk is, is zandbruin met groene vleugels en staart. Rondom de ogen bevindt zich een zwart masker. Op de kop heeft de vogel een blauwe kap. De staartpennen zijn het eerste deel praktisch baardloos en hebben aan het uiteinde een ronde "vlag". Deze wapperen heen en weer als de slinger van een klok als de vogel op een tak zit. De lichaamslengte bedraagt 47 cm en het gewicht 150 gram.

## Leefwijze
Deze actieve vogels zijn echte alleseters. Hun voedsel bestaat uit fruit, zaden, reptielen, insecten, kleine knaagdieren en (helaas) ook afval. Insecten worden bejaagd zoals de ijsvogels hun visjes vangen, met een duikvlucht vanaf een uitkijkpost.

## Voortplanting
Deze vogels graven in de regenperiode een hol in de grond voor de nestholte, met een korte tunnel als ingang. Ze broeden pas in het voorjaar daarna. Dit moeten ze wel, want in het broedseizoen is de grond te droog en te hard om uit te graven. Na een langdurige en lawaaiige balts en diverse paringen, legt de pop drie of vier witte eieren, die door beide ouders om beurten worden bebroed, waarna na 22 dagen de jongen uit hun ei kruipen.
De ouders dragen de eerste tijd heel veel insecten aan, na ruim een week wordt het voedsel wat groter. Jonge muizen zijn in deze periode een geliefd voedsel, de oudervogels woelen er graag hele stukken bosbodem voor om.
Na ruim een maand lokken de ouders de jongen, die al helemaal bevederd en net zo groot als de ouders zijn, het nest uit door bij de tunnelopening met prooi in de bek te roepen. Ze kunnen meteen al vliegen.

## Verspreiding en leefgebied
Deze schuwe bosvogels leven in de onderlaag van dichte wouden in Midden- en centraal Zuid-Amerika en Trinidad en Tobago. Hun sterke, korte poten zijn bijzonder handig bij het springen van tak naar tak, op de grond hippen ze als mussen. Tegenwoordig komen ze ook in dorpen en steden voor, in sommige streken zelfs massaal. Ze nestelen zelfs in schuren en op zolders.
Er worden negen ondersoorten onderscheiden:
- M. m. momota: oostelijk Venezuela, de Guyana's en noordelijk Brazilië.
- M. m. microstephanus: zuidoostelijk Colombia, oostelijk Ecuador en noordwestelijk Brazilië.
- M. m. ignobilis: oostelijk Peru en westelijk Brazilië.
- M. m. nattereri: noordoostelijk Bolivia.
- M. m. simplex: van westelijk tot het westelijke deel van Centraal-Brazilië bezuiden de Amazonerivier.
- M. m. cametensis: noordelijk deel van Centraal-Brazilië.
- M. m. parensis: noordoostelijk Brazilië.
- M. m. marcgravianus: oostelijk Brazilië.
- M. m. pilcomajensis: zuidelijk Bolivia, zuidelijk Brazilië en noordwestelijk Argentinië.